# انقلاب: جاسوسان واشینگتن
انقلاب: جاسوسان واشینگتن (به انگلیسی: Turn: Washington's Spies) یک سریال تلویزیونی درام تاریخی آمریکایی است که براساس کتاب الکساندر رز در کتاب جاسوسان واشینگتن: داستان نخستین حلقه جاسوسی آمریکا (۲۰۰۷)، تاریخچه جاسوسی به نام کالپر است. این سریال به تعداد چهار فصل از تاریخ ۶ آوریل ۲۰۱۴ تا ۱۲ اوت ۲۰۱۷ در شبکه ای‌ام‌سی پخش شد.

## داستان
وقایع این داستان از سال ۱۷۷۶ تا ۱۷۸۱ میلادی را پوشش می‌دهد و یک کشاورز به نام آبراهام وودهال اهل سیتوکت، نیویورک و دوستان دوران کودکی وی را نشان می‌دهد. آنها گروه جاسوسی تشکیل می‌دهند، که در نهایت به جنگ انقلاب آمریکا کمک می‌کنند.

## بازیگران
- جیمی بل در نقش آبراهام وودهال
- ست نومریچ به عنوان کاپیتان بنیامین تالماج
- دانیل هنشال در نقش ستوان کالب بروستر
- هدر لیند در نقش آنا استرانگ
- مگان وارنر در نقش مری وودهال
- سوزاندن گورمن در نقش سرگرد ادموند هیولت
- ساموئل روکین در نقش کاپیتان جان گریوز سیمکو
- کوین آر مکنالی در نقش قاضی ریچارد وودهال
- انگوس مکفادین در نقش سرگرد رابرت راجرز
- جی جی فیلد در نقش سرگرد جان آندره
- سنیا سولو در نقش پگی شیپن
- ایان کان در نقش ژنرال جورج واشینگتن[۶]
- اوین یومان به عنوان ژنرال بندیکت آرنولد
- نیک وسترات به عنوان رابرت تاونزند

## قسمت‌ها
| فصل | قسمت‌ها | آغاز فصل      | پایان فصل    |
| --- | ------ | ------------- | ------------ |
| ۱   | ۱۰     | ۶ آوریل ۲۰۱۴  | ۸ ژوئن ۲۰۱۴  |
| ۲   | ۱۰     | ۱۳ آوریل ۲۰۱۵ | ۸ ژوئن ۲۰۱۵  |
| ۳   | ۱۰     | ۲۵ آوریل ۲۰۱۶ | ۲۷ ژوئن ۲۰۱۶ |
| ۴   | ۱۰     | ۱۷ ژوئن ۲۰۱۷  | ۱۲ اوت ۲۰۱۷  |